# Lathus-Saint-Rémy
Lathus-Saint-Rémy és un municipi francès situat al departament de la Viena i a la regió de la Nova Aquitània. L'any 2007 tenia 1.202 habitants.

## Demografia

### Població
El 2007 la població de fet de Lathus-Saint-Rémy era de 1.202 persones. Hi havia 538 famílies de les quals 182 eren unipersonals (89 homes vivint sols i 93 dones vivint soles), 205 parelles sense fills, 128 parelles amb fills i 23 famílies monoparentals amb fills.
La població ha evolucionat segons el següent gràfic:
Habitants censats

### Habitatges
El 2007 hi havia 840 habitatges, 562 eren l'habitatge principal de la família, 156 eren segones residències i 122 estaven desocupats. 809 eren cases i 28 eren apartaments. Dels 562 habitatges principals, 433 estaven ocupats pels seus propietaris, 114 estaven llogats i ocupats pels llogaters i 15 estaven cedits a títol gratuït; 3 tenien una cambra, 33 en tenien dues, 92 en tenien tres, 185 en tenien quatre i 249 en tenien cinc o més. 435 habitatges disposaven pel capbaix d'una plaça de pàrquing. A 278 habitatges hi havia un automòbil i a 207 n'hi havia dos o més.

### Piràmide de població
La piràmide de població per edats i sexe el 2009 era:
| Homes | Edats   | Dones |
| ----- | ------- | ----- |
| 0     | 95 o +  | 4     |
| 4     | 90 a 94 | 8     |
| 12    | 85 a 89 | 20    |
| 4     | 80 a 84 | 16    |
| 36    | 75 a 79 | 68    |
| 56    | 70 a 74 | 32    |
| 64    | 65 a 69 | 44    |
| 52    | 60 a 64 | 56    |
| 28    | 55 a 59 | 28    |
| 60    | 50 a 54 | 60    |
| 32    | 45 a 49 | 20    |
| 56    | 40 a 44 | 48    |
| 48    | 35 a 39 | 40    |
| 4     | 30 a 34 | 36    |
| 32    | 25 a 29 | 24    |
| 16    | 20 a 24 | 8     |
| 56    | 15 a 19 | 24    |
| 28    | 10 a 14 | 28    |
| 32    | 5 a 9   | 28    |
| 20    | 0 a 4   | 20    |

## Economia
El 2007 la població en edat de treballar era de 677 persones, 477 eren actives i 200 eren inactives. De les 477 persones actives 434 estaven ocupades (249 homes i 185 dones) i 43 estaven aturades (12 homes i 31 dones). De les 200 persones inactives 88 estaven jubilades, 42 estaven estudiant i 70 estaven classificades com a «altres inactius».

### Ingressos
El 2009 a Lathus-Saint-Rémy hi havia 570 unitats fiscals que integraven 1.213 persones, la mediana anual d'ingressos fiscals per persona era de 15.066 €.

### Activitats econòmiques
Dels 48 establiments que hi havia el 2007, 4 eren d'empreses extractives, 3 d'empreses alimentàries, 4 d'empreses de fabricació d'altres productes industrials, 8 d'empreses de construcció, 10 d'empreses de comerç i reparació d'automòbils, 2 d'empreses de transport, 1 d'una empresa d'hostatgeria i restauració, 1 d'una empresa financera, 4 d'empreses immobiliàries, 7 d'empreses de serveis, 2 d'entitats de l'administració pública i 2 d'empreses classificades com a «altres activitats de serveis».
Dels 12 establiments de servei als particulars que hi havia el 2009, 1 era una oficina de correu, 1 una oficina bancària, 3 tallers de reparació d'automòbils i de material agrícola, 3 paletes, 1 fusteria, 1 electricista, 1 perruqueria i 1 restaurant.
Dels 7 establiments comercials que hi havia el 2009, 1 era una botiga de més de 120 m², 2 fleques, 1 una botiga de roba, 1 un drogueria, 1 una perfumeria i 1 una floristeria.
L'any 2000 a Lathus-Saint-Rémy hi havia 95 explotacions agrícoles que ocupaven un total de 8.400 hectàrees.

## Equipaments sanitaris i escolars
L'únic equipament sanitari que hi havia el 2009 era una farmàcia.
El 2009 hi havia una escola elemental.

## Poblacions més properes
El següent diagrama mostra les poblacions més properes.